# Borotín (district de Blansko)
Pour les articles homonymes, voir Borotín.
Borotín (en allemand : Borotin) est une commune du district de Blansko, dans la région de Moravie-du-Sud, en République tchèque. Sa population s'élevait à 431 habitants en 2020.

## Géographie
Borotín se trouve à 25 km au nord de Blansko, à 44 km au sud de Brno et à 170 km au sud-est de Prague.
La commune est limitée par Velké Opatovice au nord-ouest et au nord, par Cetkovice à l'est, et par Vanovice au sud et au sud-ouest.

## Histoire
La première mention écrite de la localité remonte à 1365.